# Призетко Олександр Сергійович
Олекса́ндр Сергі́йович Призе́тко (нар. 31 січня 1971, м. Ізмаїл, Одеська область, УРСР) — радянський та український футболіст, що грав на позиції півзахисника та нападника. Захищав кольори збірної України. По завершенні ігрової кар'єри — футбольний тренер.

## Біографія

### Клубна кар'єра
Футбольну кар'єру розпочав у Ізмаїлі, а у 7-му класі переїхав до Одеси і вступив до СДЮСШОР «Чорноморець», а вже через рік отримав важку травму паху. Тренер одразу ж поставив на ньому хрест, та й лікарі радили завершити активні виступи. Повернувшись додому, Призетко дізнався про інтерес з Харкова та згодом був прийнятий до харківського спортінтернату без будь-яких іспитів та перевірок, хоча конкурс був чоловік близько 15-20 на місце.
Після випуску зі спортінтернату потрапив до дубля «Металіста», однак певний час був змушений пограти у харківському «Маяку». В основі ж «Металіста» Олександр дебютував у 1990 році в поєдинку проти «Спартака». У тій грі харків'яни зазнали нищівної поразки з рахунком 0:6. Відіграв у вищій лізі два сезони, і обидва рази ставав найкращим бомбардиром команди, хоча і виступав на місці півзахисника. Демонструючи впевнену і результативну гру, Призетко привернув до себе увагу тренерів збірної України.
А в 1993 році його запросили до київського «Динамо», куди кликали й раніше, проте клуби між собою не домовилися. Грав у Києві до 1995 року, став дворазовим чемпіоном України. У першому сезоні Призетко забив сім м'ячів, більше за нього відзначилися тільки Леоненко та Шкапенко. Пощастило Олександру пограти і в Лізі чемпіонів — провів всі шість матчів у сезоні 1994 року, коли «Динамо» зустрічалося з «Баварією», «ПСЖ» та московським «Спартаком».
Проте ситуація склалася так, що через надлишок нових гравців Олександр вже не бачив для себе постійного місця в основі. Саме тоді Леонід Ткаченко, що тренував калініградську «Балтику», порадив пограти у Росії. Григорій Суркіс, тодішній гендиректор «Динамо», заперечувати не став і дав добро на перехід.
Після столиці України футбольна доля завела Призетка на північ — до Тюмені, де на той час вже грали четверо футболістів з Києва. Тут Призетко провів два з половиною роки, поки не пристав на пропозицію московського «Торпедо». У новому клубі все складалося добре, допоки Тарханова не змінив Іванов. У контракті футболіста був пункт, згідно з яким у разі відставки Тарханова Призетко отримував статус вільного агента. Мабуть, це Іванову і не сподобалося. Почалося справжнє гоніння. Тоді Олександр плюнув і на обіцяну квартиру, і на все інше та поїхав додому.
Півроку Призетко взагалі ніде не грав, залишився майже без грошей. Здавалося, що запрошення до тульського «Арсеналу» стане таким собі порятунком у складній ситуації. Однак керівництво клубу не виконало свої обіцянки, знову залишивши гравців без матеріальної винагороди. Олександр, не зважаючи на усі вмовляння управлінців «Арсеналу», написав заяву на звільнення та залишив команду.
Новоросійський «Чорноморець» став тією командою, де Призетко зміг повністю присвятити себе футболу, не відволікаючись на побутові негаразди. І результат не змусив себе чекати — Олександр забронював за собою місце у основному складі та став рушійним механізмом у атаці «моряків».
Після чотирьох років у Новоросійську Призетко вирішив повернутися на Батьківщину та поповнив склад харківського «Металіста». Проте сезон 2004/05 виявився останнім у кар'єрі футболіста.

### Виступи у збірній
Олександр Призетко став одним з тих футболістів, що стояли біля витоків історії збірної України, взявши участь вже у третьому матчі національної команди проти угорців, що відбувся 26 серпня 1992 року. Провівши три гри у перші два роки існування збірної, Олександр повернувся до неї аж у далекому 2001 році, будучи вже гравцем новоросійського «Чорноморця». Слід відзначити два цікавих факти: Призетко жодного разу не провів повний матч у складі національної команди та жодного разу не вдягав жовто-синю форму збірної на теренах України.
| 01. | 26.08.1992 | Угорщина | Міський стадіон, Ньїредьхаза | Угорщина — Україна | 2-1 | Товариський матч |  |    |  |
| 02. | 28.10.1992 | Білорусь | Динамо, Мінськ               | Білорусь — Україна | 1-1 | Товариський матч |  |    |  |
| 03. | 23.10.1993 | США      | Гудвінстадіум, Бетлехем      | США — Україна      | 0-1 | Товариський матч |  |    |  |
| 04. | 26.02.2001 | Кіпр     | GSP, Нікосія                 | Україна — Румунія  | 0-1 | Товариський матч |  |    |  |
| 05. | 28.02.2001 | Кіпр     | New GSZ, Ларнака             | Кіпр — Україна     | 4-3 | Товариський матч |  | ?' |  |

### Тренерська кар'єра
По завершенні кар'єри Олександр Призетко залишився у Харкові та відкрив спортивне кафе «Третій тайм», де місцеві вболівальники збиралися для перегляду ігор «Металіста». Крім того, екс-гравець збірної України постійно виступав за команди ветеранів (у 2008 та 2009 роках навіть став найкращим бомбардиром у іграх на кубок міста), однак до 2010 року про тренерську кар'єру навіть не думав.
З 2011 року працював тренером у Люботинській ДЮСШ.
З 2015 року працював тренером у структурі «Металіста». З початку сезону 2015/2016 — старший тренер молодіжного складу команди. У квітні 2016 року, після відставки Олександра Севідова, був призначений виконувачем обов'язків головного тренера клубу на останні чотири матчі сезону.
З 2016 по 26 вересня 2017 очолював футбольний клуб «Металіст 1925», який вивів із аматорів до другої ліги, де на час відставки команда посідала перше місто у групі.
З 27 грудня 2017 року очолив житомирське «Полісся», в якому працював до 21 серпня 2018 року.
З червня 2020 року є асистентом головного тренера Олександра Кучера в ФК «Метал», який улітку 2021 року було перейменовано на «Металіст».

## Досягнення
Командні трофеї
- Чемпіон України (2): 1993/94, 1994/95)
- Фіналіст Кубка України: 1992
- Фіналіст Кубка Росії: 2003

Особисті досягнення
- У списках «33 найкращих футболістів України»: № 1 (2000)
- У списках «33 найкращих гравців чемпіонату Росії»: № 3 (2000)